# Lindemannsruhe
Die Lindemannsruhe, vor Ort häufig auch Lindemannsruh, ist eine 468,9 m hoch gelegene Passhöhe in einer etwa 436 Hektar großen Waldexklave der pfälzischen Kleinstadt Freinsheim im Landkreis Bad Dürkheim (Rheinland-Pfalz). Sie ist nach dem einstigen Oberförster Karl Friedrich Ludwig Lindemann (1805–1892) benannt, der hier von 1855 bis 1883 seinen Dienst versehen hat.

## Geographische Lage
Die Lindemannsruhe liegt auf 468,9 m Höhe westlich unterhalb des 487 m hohen Peterskopfs in der Haardt, dem Ostrand des Pfälzerwalds zur Oberrheinischen Tiefebene hin.

## Geschichte
Das Waldgebiet an der Lindemannsruhe wird von Edelkastanienbäumen dominiert, deren Früchte im Herbst zu Speisezwecken gesammelt werden können; sie stellten früher auch einen nicht unbedeutenden Wirtschaftsfaktor dar. 

## Tourismus
Mit Wanderwegen, die der Pfälzerwald-Verein markiert hat, ist die Anhöhe Ausgangspunkt für Wanderer und Spaziergänger sowie Trainingsrunde für Mountainbiker und Radrennfahrer.
Der überregionale Prädikatswanderweg Pfälzer Weinsteig führt über die Passhöhe. 2019 wurde durch die Verbandsgemeinde Freinsheim der lokale Premiumwanderweg Ganerbenweg zertifiziert. Es ist ein 10,4 km langer Rundweg mit Start und Ziel Lindemannsruhe, der bei insgesamt 400 zu bewältigenden Höhenmetern als mittelschwer eingestuft ist und für den drei Stunden Gehzeit veranschlagt werden. Sein Name bezieht sich auf die Ganerbschaft, deren Rechtsform im Mittelalter oft für die vom Weg berührten Burgen galt.
Auf dem über einen Fußweg von 600 m erreichbaren Peterskopfgipfel steht der denkmalgeschützte Bismarckturm, der eine weite Rundsicht ermöglicht. 350 m südwestlich der Passhöhe erhebt sich der 497,9 m hohe Heidenfels mit der gipfelnahen Heidenfels-Grotte, der als Naturdenkmal (ND-7332-569) geführt wird. Im Südosten befinden sich der ebenfalls denkmalgeschützte Geiersbrunnen und der Schillerfels. Auf dem Gipfel des Weilerskopfs (470,1 m) im Norden steht außer einem Fernmeldeturm der Gebetsfelsen, der Bearbeitungsspuren aufweist, die wahrscheinlich aus der Römerzeit stammen.

## Verkehr
Die nächste Straßenverbindung zur Lindemannsruhe führt aus der Vorderpfalz von Bad Dürkheim her über dessen Stadtteil Leistadt. Sie war früher (in manchen Kartenwerken auch heute noch) als Landesstraße 518 eingestuft, wurde jedoch 2011 zur Kreisstraße 31 umgewidmet. Auf der westlichen Seite, über die Höningen, ein Ortsteil der Gemeinde Altleiningen, erreicht wird, ist sie teilweise nur einspurig, auf der östlichen (Leistadter) Seite hingegen durchgängig zweispurig ausgebaut. Beim Forsthaus wird sie von einem unbefestigten Fahrweg gekreuzt, der von Nord nach Süd führt.

## Sport
- Die Radsportveranstaltung Pfälzer Bergsprint führt seit 2001 über Höningen auf die Lindemannsruhe.[8]
- Die Lindemannsruhe ist Bestandteil der Radstrecke des Maxdorfer Triathlon, bei dem der Anstieg von Leistadt aus (durchschnittlich 5,4 % Steigung) zweimal bewältigt werden muss.[9]